# Бруно Ясенський
Бру́но Ясе́нський (пол. Bruno Jasieński; справжнє ім'я та прізвище Віктор Зисман, пол. Wiktor Zysman; *17 липня 1901 — †17 вересня 1938) — польський поет, прозаїк, співтворець польського футуризму. Останні роки життя мешкав у Москві. Заарештований під час єжовщини, страчений 17 вересня 1938.

## Твори

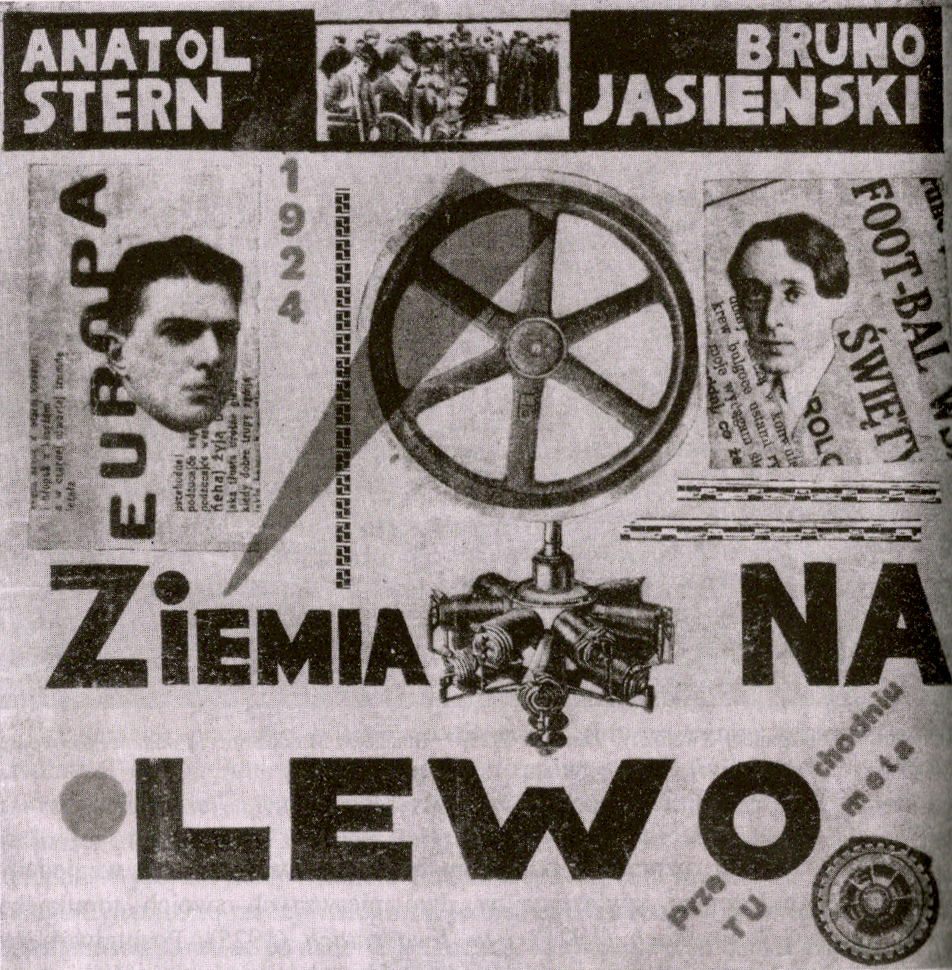
Обкладинка книжечки поезій Анатоля Стерна і Бруно Ясенського «Ziemia na lewo» («Земля наліво», 1924)

З 1930 р. письменник пише російською мовою.
Афоризмом стали слова письменника, що є епіграфом до його роману «Змова байдужих»:

| Не бійся ворогів – в найгіршому випадку вони можуть тебе вбити. Не бійся друзів – в найгіршому випадку вони можуть тебе зрадити. Бійся байдужих – вони не вбивають і не зраджують, але тільки з їхньої мовчазної згоди існує на землі зрада і вбивство. (Роберт Еберхардт (герой роману). «Цар Пітекантроп Останній») |
| Не бойся врагов – в худшем случае они могут тебя убить. Не бойся друзей – в худшем случае они могут тебя предать. Бойся равнодушных – они не убивают и не предают, но только с их молчаливого согласия существует на земле предательство и убийство. (Роберт Эберхардт. «Царь Питекантроп Последний») |

## Фантастика у творчості Ясенського
Перу Ясенського належить фантастичний роман-антиутопія «Спалюю Париж» (пол. «Palę Paryż») — алегорична метафора майбутнього — був відповіддю на катастрофічні прогнози філософів, соціологів і письменників (Шпенглер, Бердяєв, Ортега-і-Гассет, в Польщі — Знанецкий тощо); викликані глибокі зміни в економічній, культурній, демографічній на порозі ХХ століття (трагедія першої світової війни, наступні економічні кризи, зростання радянської країни).